# Terrible (1739)
Pour les autres navires du même nom, voir Terrible.
Le Terrible est un navire de guerre français en service de 1740 à 1747, puis britannique jusqu'en 1763. C'est un vaisseau de ligne de troisième rang portant 78 puis 74 canons sur deux ponts. C'est un vaisseau de force lancé selon les normes définies dans les années 1740 par les constructeurs français pour obtenir un bon rapport coût/manœuvrabilité/armement afin de pouvoir faire face à la marine anglaise qui dispose de beaucoup plus de navires depuis la fin des guerres de Louis XIV.

## Construction
Construit à Toulon sur les plans de François Coulomb, il est long de 152 pieds français (soit 50,7 mètres), large de 44,4 (14,4 mètres) et profond de 21 (6,8 mètres de tirant d'eau), déplaçant 1 500 tonneaux.
Son artillerie est répartie sur deux ponts :
- une première batterie avec vingt-quatre canons de 36 livres
- une seconde avec trente canons de 18 livres
- trente-deux canons de 8 livres et huit de 4 livres arment les gaillards

Il est connu pour avoir été le premier modèle pour les vaisseaux de 74 canons qui furent construits en masse aux XVIIIe et XIXe siècles.

## Carrière

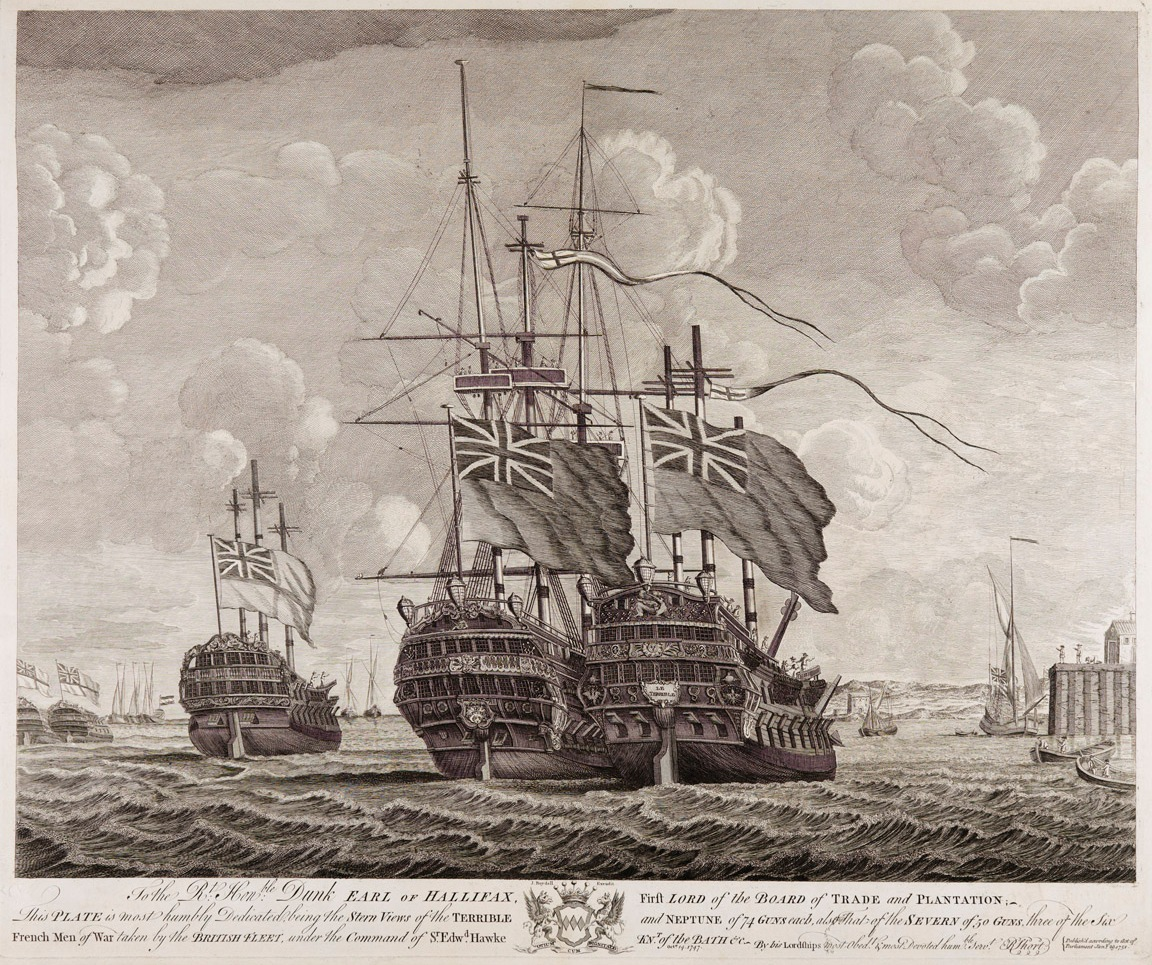
Le Terrible (au centre) intégré à la Royal Navy après sa capture.

Le Terrible reste d'abord à Toulon où il subit le blocus britannique de l'amiral Thomas Matthews. En 1744, son armement est réduit à 74 canons.
Pendant la guerre de Succession d'Autriche, il prend part à la bataille du cap Sicié, le 22 février 1744. Il y sert de navire-amiral et porte la marque du lieutenant général Court de La Bruyère dont le capitaine de pavillon était Pierre de La Jonquière.
Plus tard, toujours commandé par La Jonquière, il effectue plusieurs croisières en Méditerranée puis rejoint Brest en juillet 1745. En 1746, sous les ordres de Conflans, il s'illustre en escortant des convois et en prenant part à la prise du HMS Severn de 44 canons.
De retour à Brest, commandé par Duguay, il est placé sous les ordres du lieutenant-général des Herbiers de l'Estenduère qui est chargé d'assurer la protection d'un convoi de 250 voiles vers les îles d'Amérique. Le convoi et son escorte se réunissent à l'île d'Aix d'où ils appareillent le 17 octobre 1747. Le 25 octobre, au large du Cap Finisterre, ils rencontrent l'escadre britannique de l'amiral Hawke. L'amiral français sacrifie son escadre pour sauver le convoi. Après un féroce combat de plusieurs heures, gravement endommagé, il finit par abaisser son pavillon. 
Le Terrible est ensuite intégré dans la Royal Navy sous le nom de HMS Terrible. Il est présent au siège de Louisbourg en 1758 et à la prise de Québec en 1759, puis sera démoli à Chatham en 1763.